# Cava de' Tirreni
Cava de' Tirreni é uma comuna italiana da região da Campania, província de Salerno, com cerca de 53.454 habitantes. Estende-se por uma área de 36,46 km², tendo uma densidade populacional de 1.442,4 hab/km². Faz fronteira com Baronissi, Maiori, Mercato San Severino, Nocera Superiore, Pellezzano, Roccapiemonte, Salerno, Tramonti, Vietri sul Mare.

## Geografia

Visão de Cava de 'Tirreni de Monte San Liberatore

A cidade de Cava de 'Tirreni está perto do Mar Tirreno, a 5 km do interior da Costa Amalfitana, na prática, representa a porta do norte. A cidade se desenvolve no vale central formado pela Mons Lattari a oeste (note que separá-lo de Amalfi) e Picentini a leste. Os montes que a rodeiam em cada sentido provar lugares agradáveis de residência de muitos dos cidadãos.

## Demografia
| Variação demográfica do município entre 1861 e 2011                               |
|                                                                                   |
| Fonte: Istituto Nazionale di Statistica (ISTAT) - Elaboração gráfica da Wikipedia |

## Clima
O climáticas é tipicamente Mediterrâneo, caracterizado por invernos suaves e verões com pouca chuva: as características do terreno montanhoso, no entanto, certifique-se que a cidade por causa das montanhas que a rodeiam, é protegido por ventos, mas é mais freqüentemente afetadas pelas chuvas do que no litoral próximo.

## Galeria de fotos

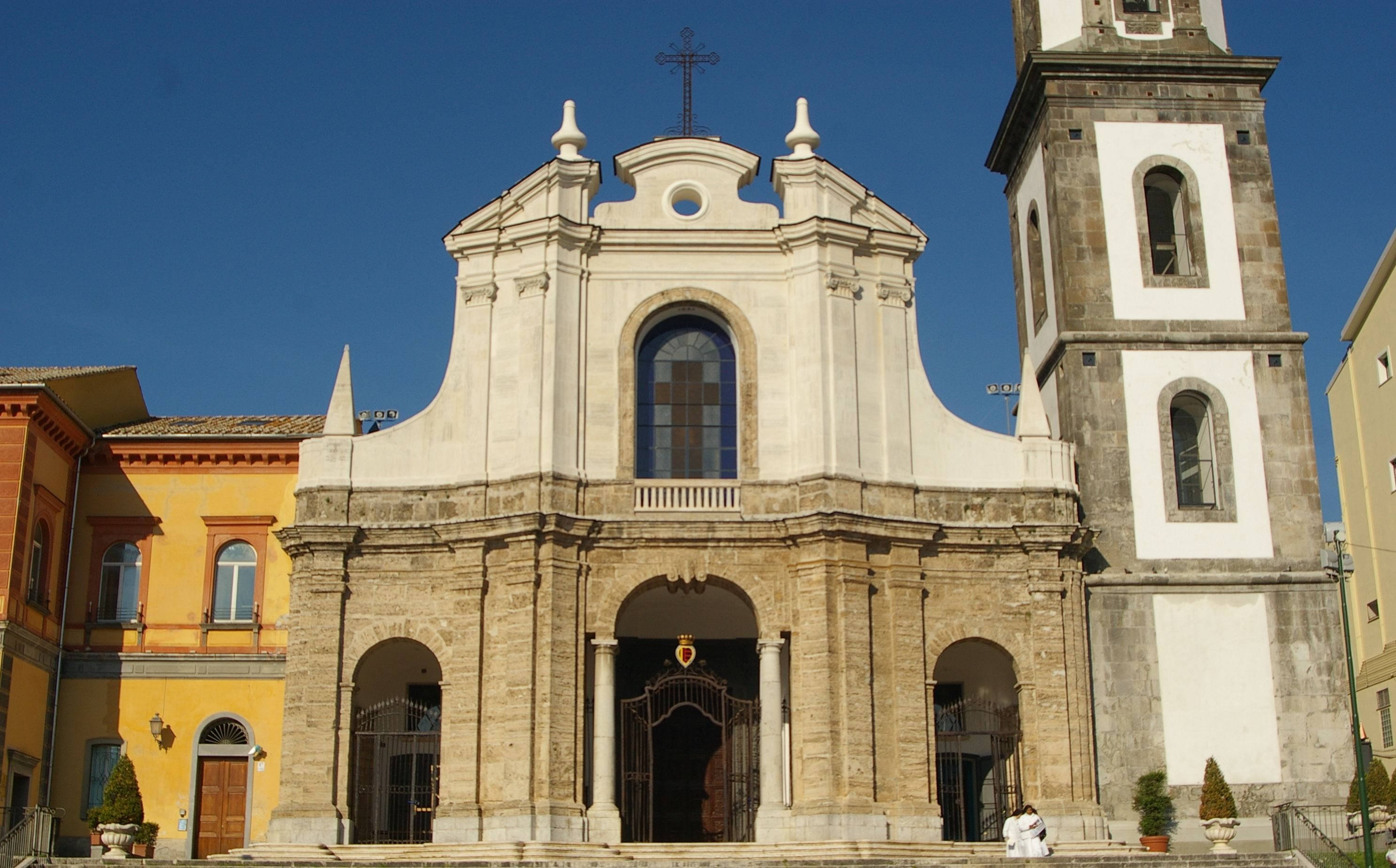
Fachada do Santuário de São Francisco e Santo António
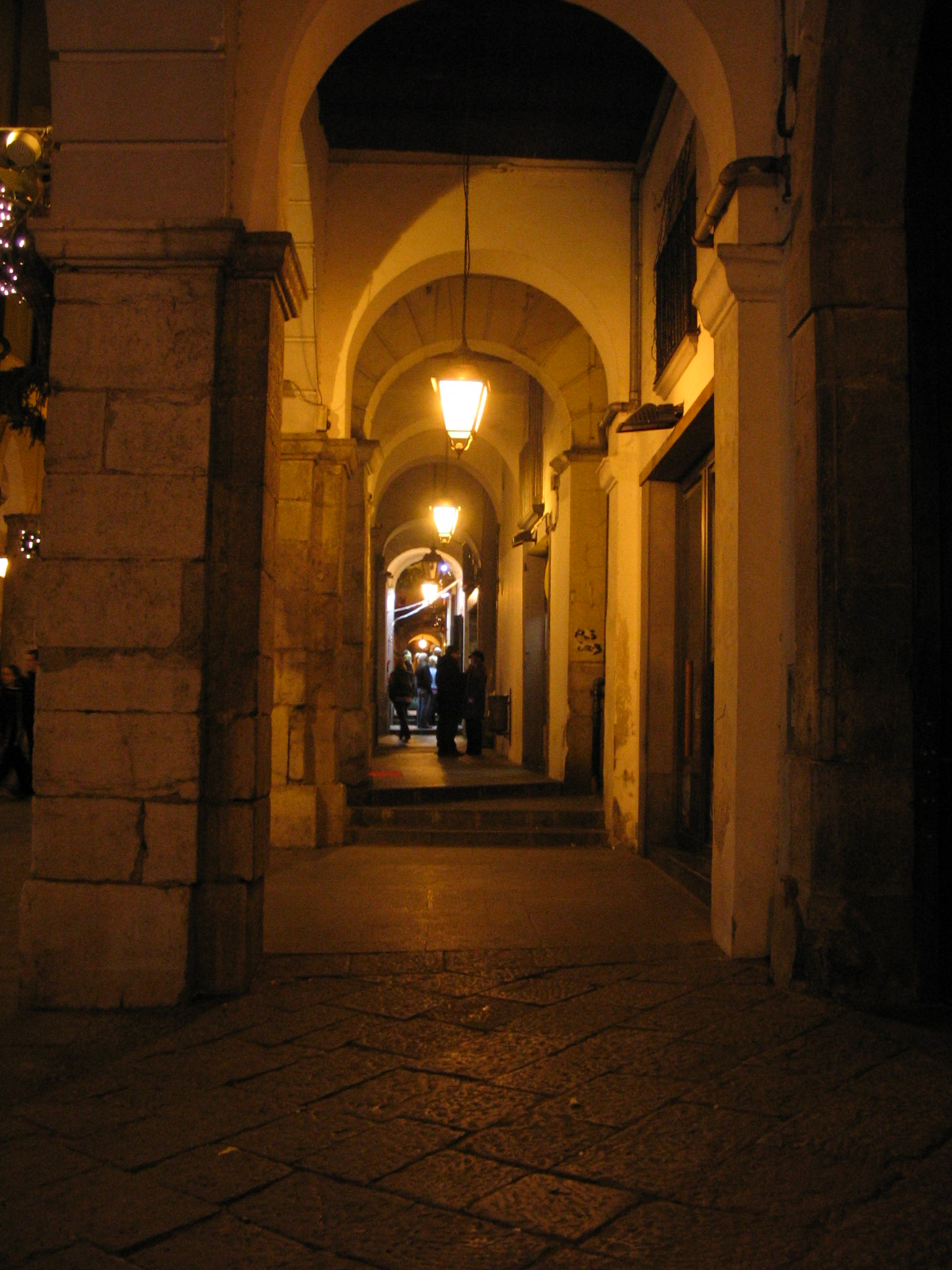
As arcadas de Borgo Scacciaventi
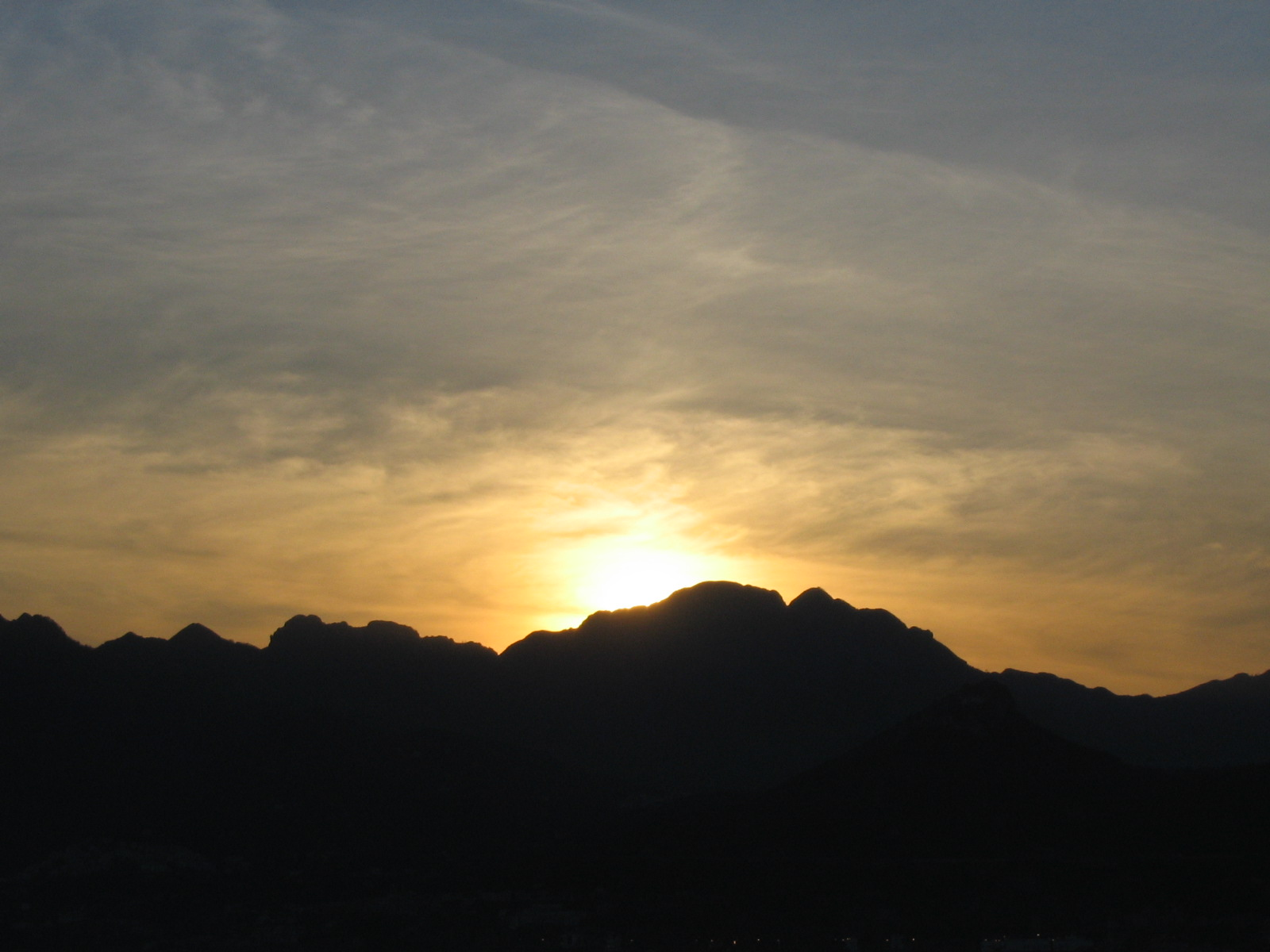
O pôr do sol atrás do monte Finestra
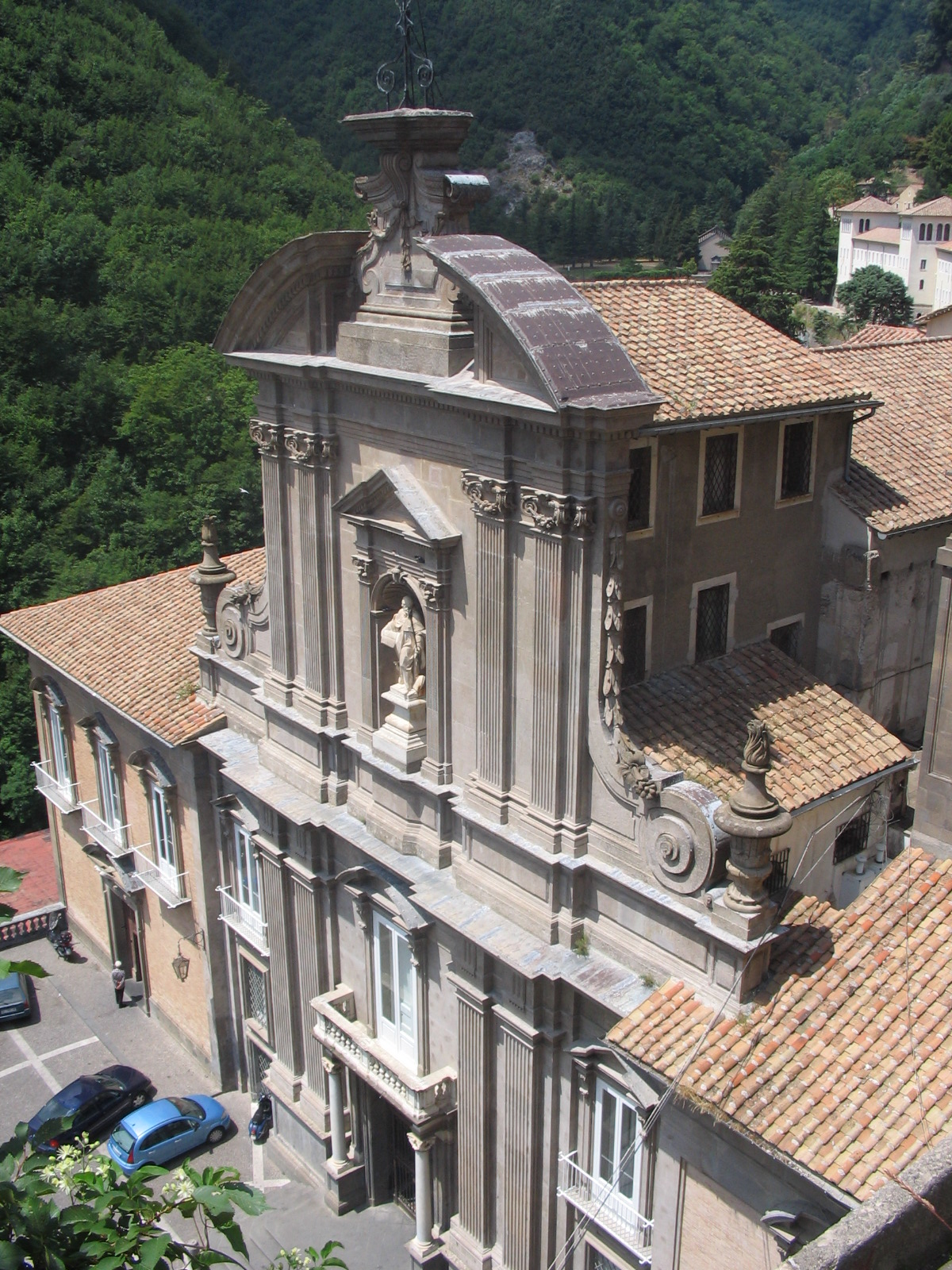
Abadia beneditina
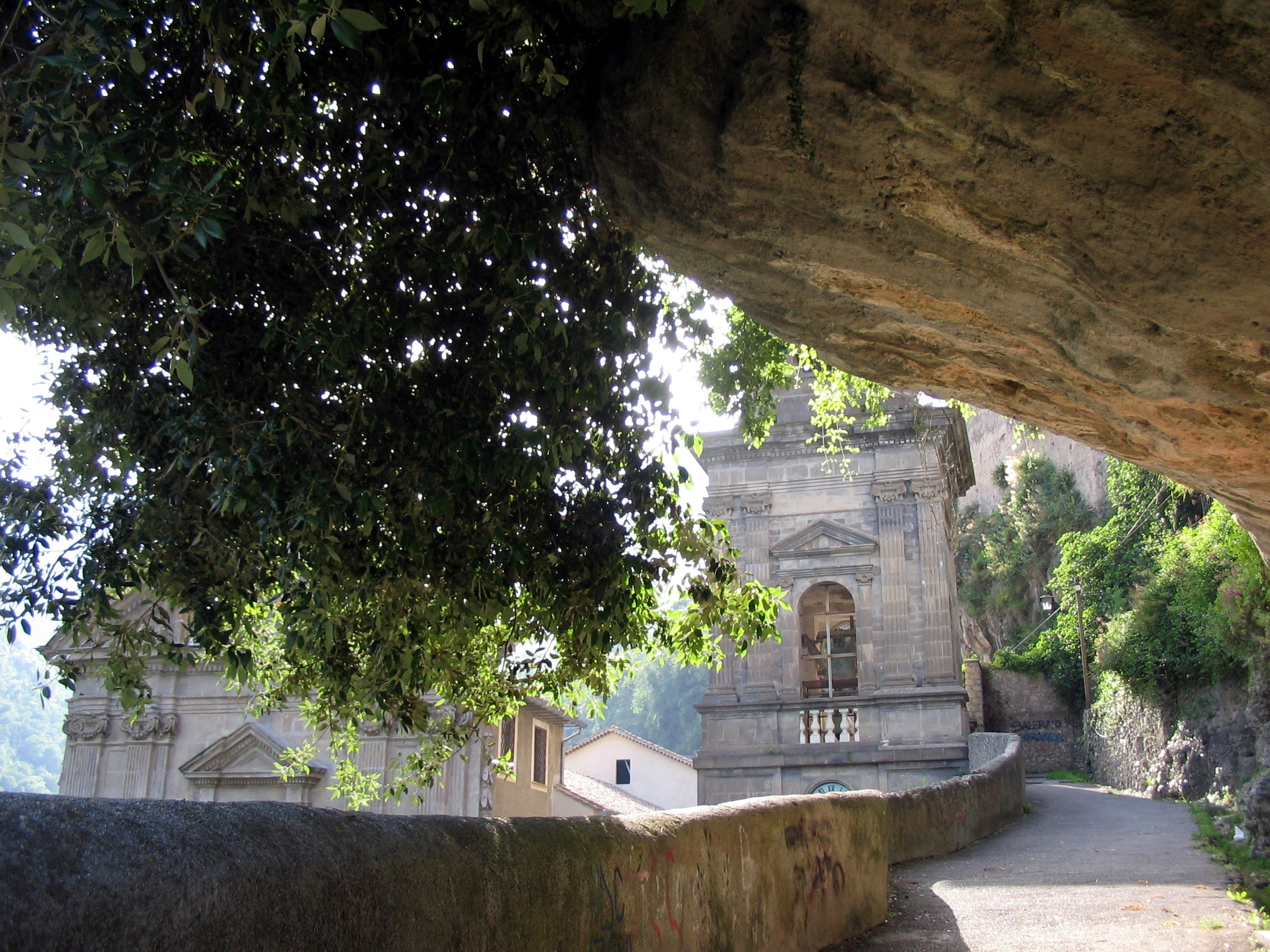
Abadia beneditina
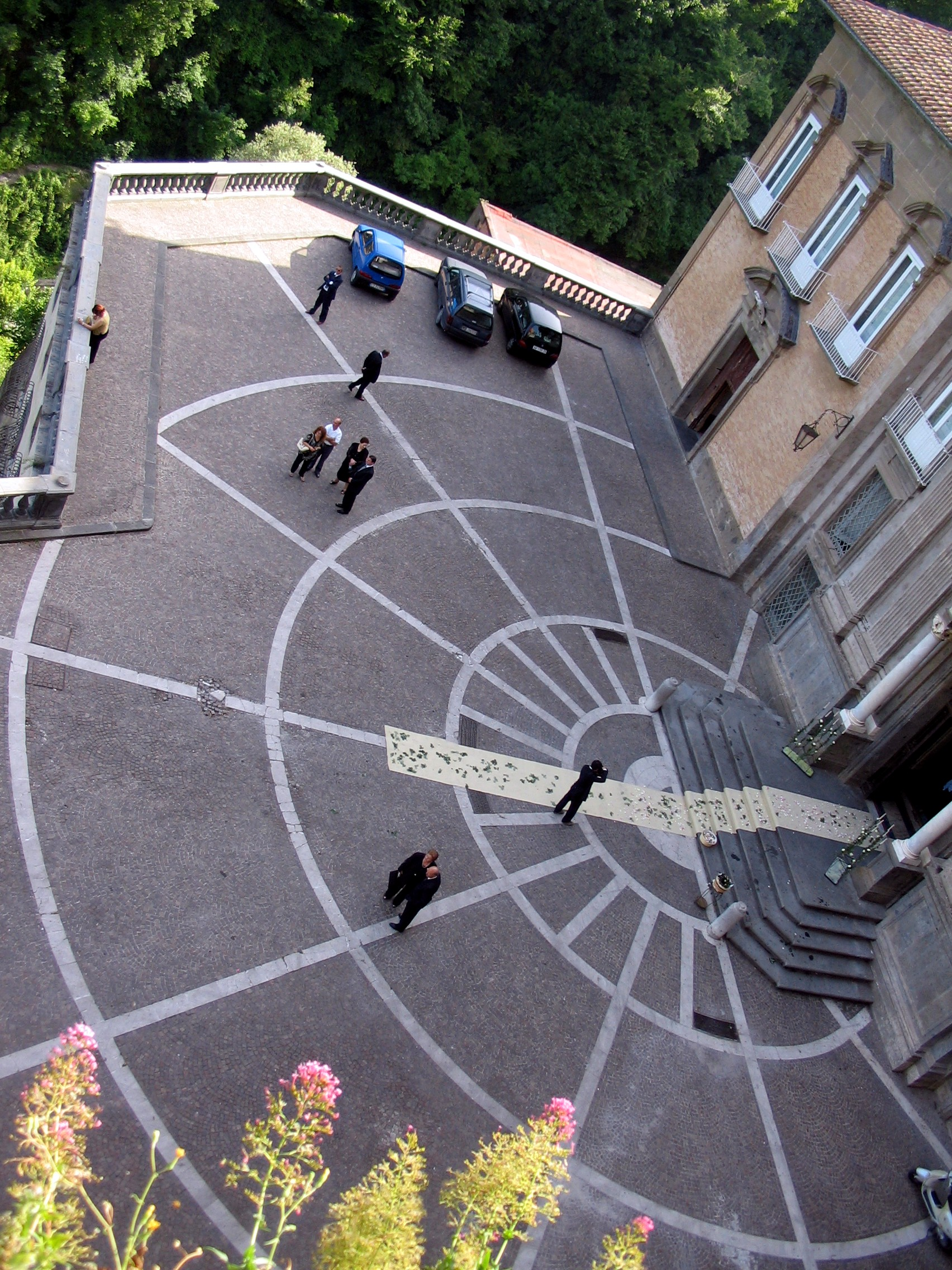
quadrado Badia
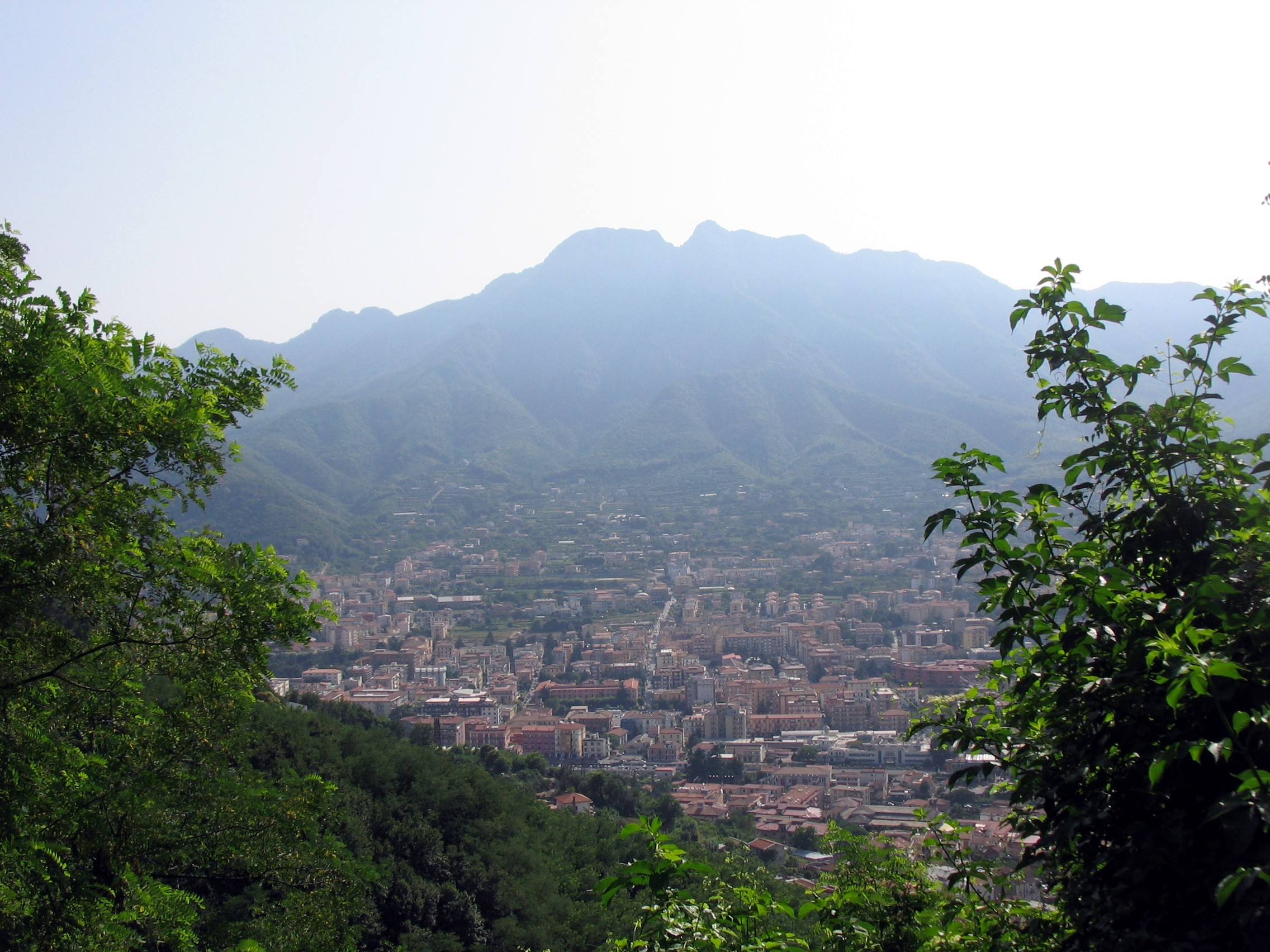
Panorama de "La Serra"
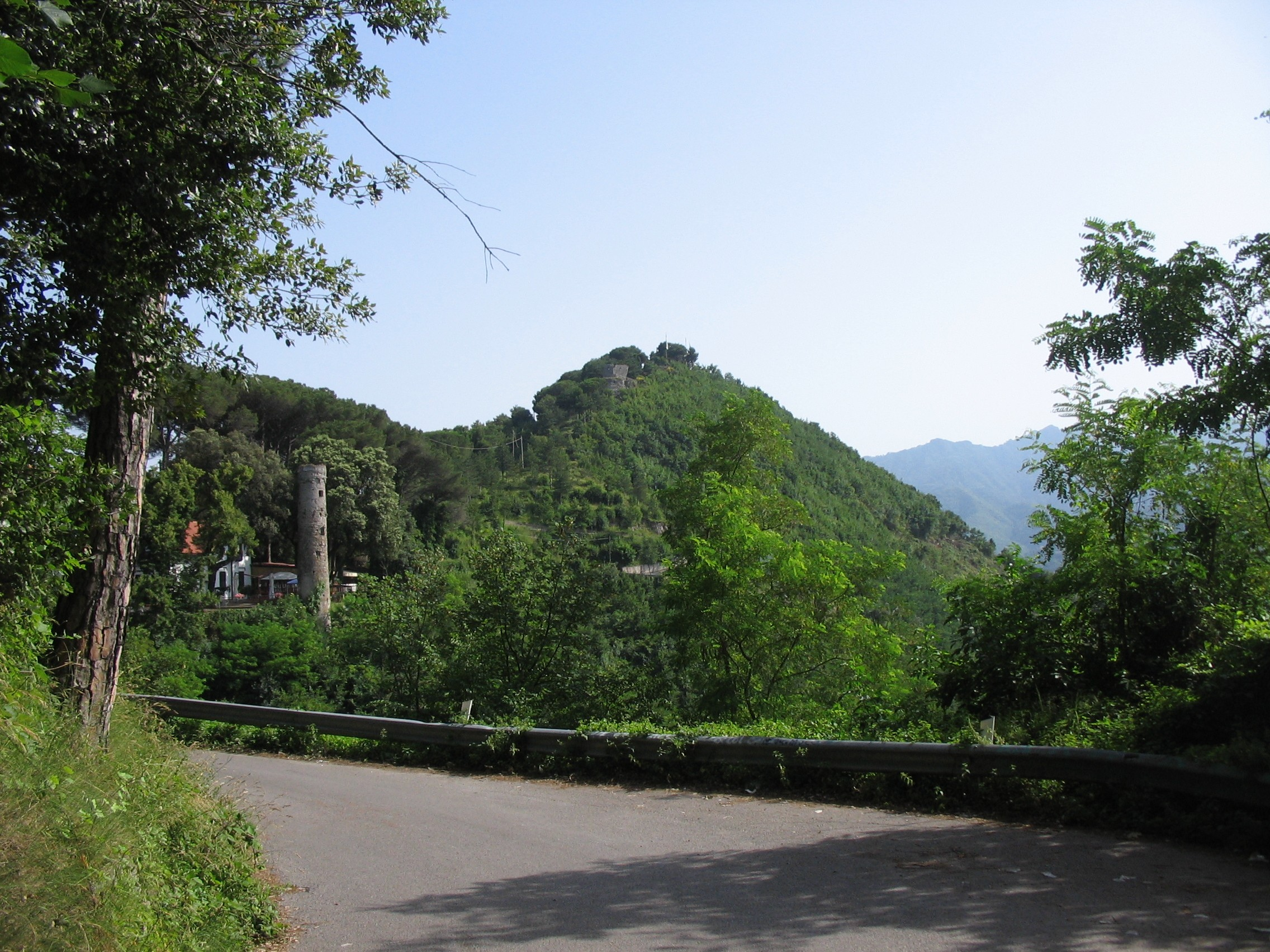
Monte Castello
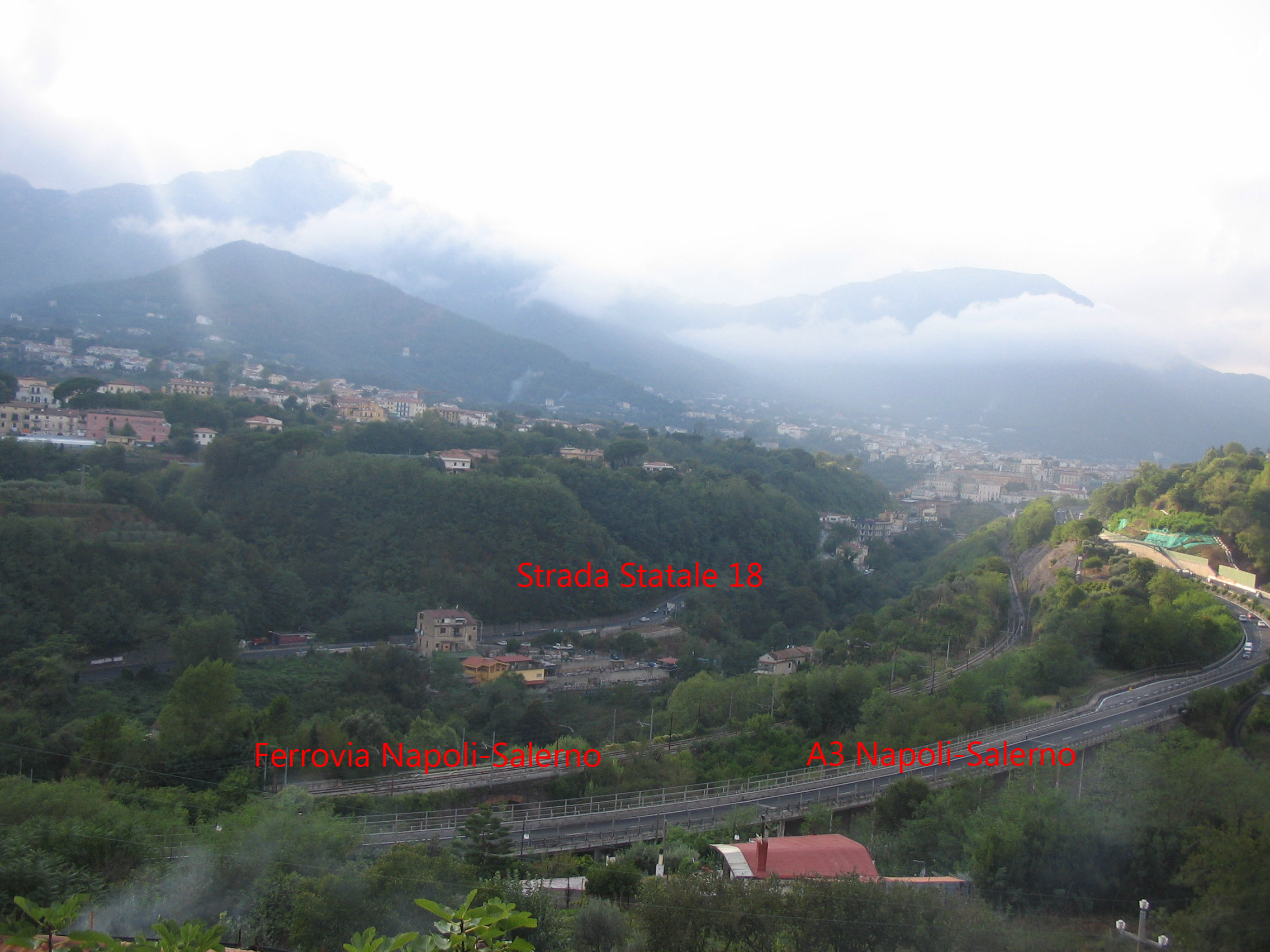
Panorama do sul (lado Salerno)
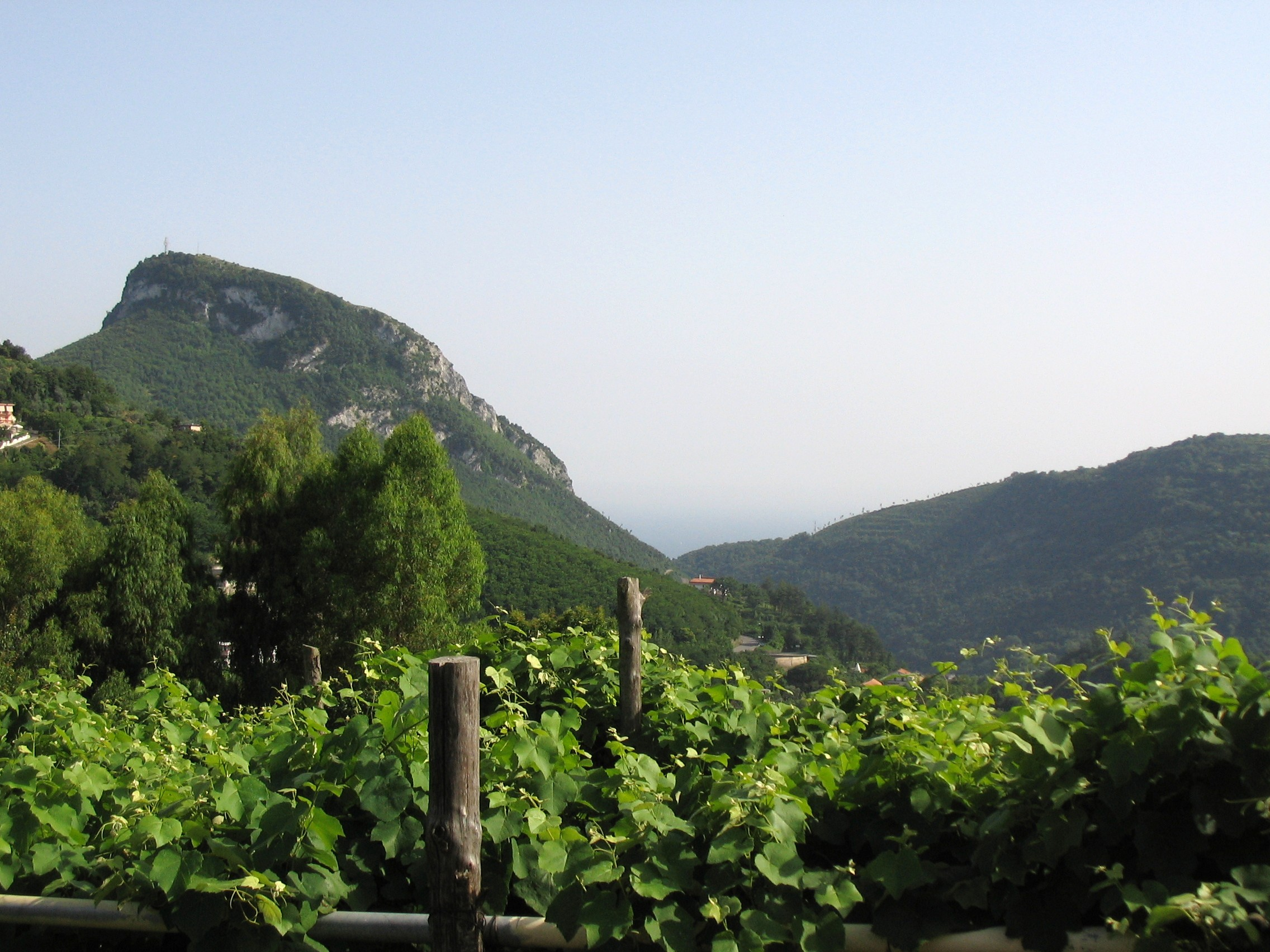
Panorama da Dupino (Monte San Liberatore e no fim do Mar Tirreno)
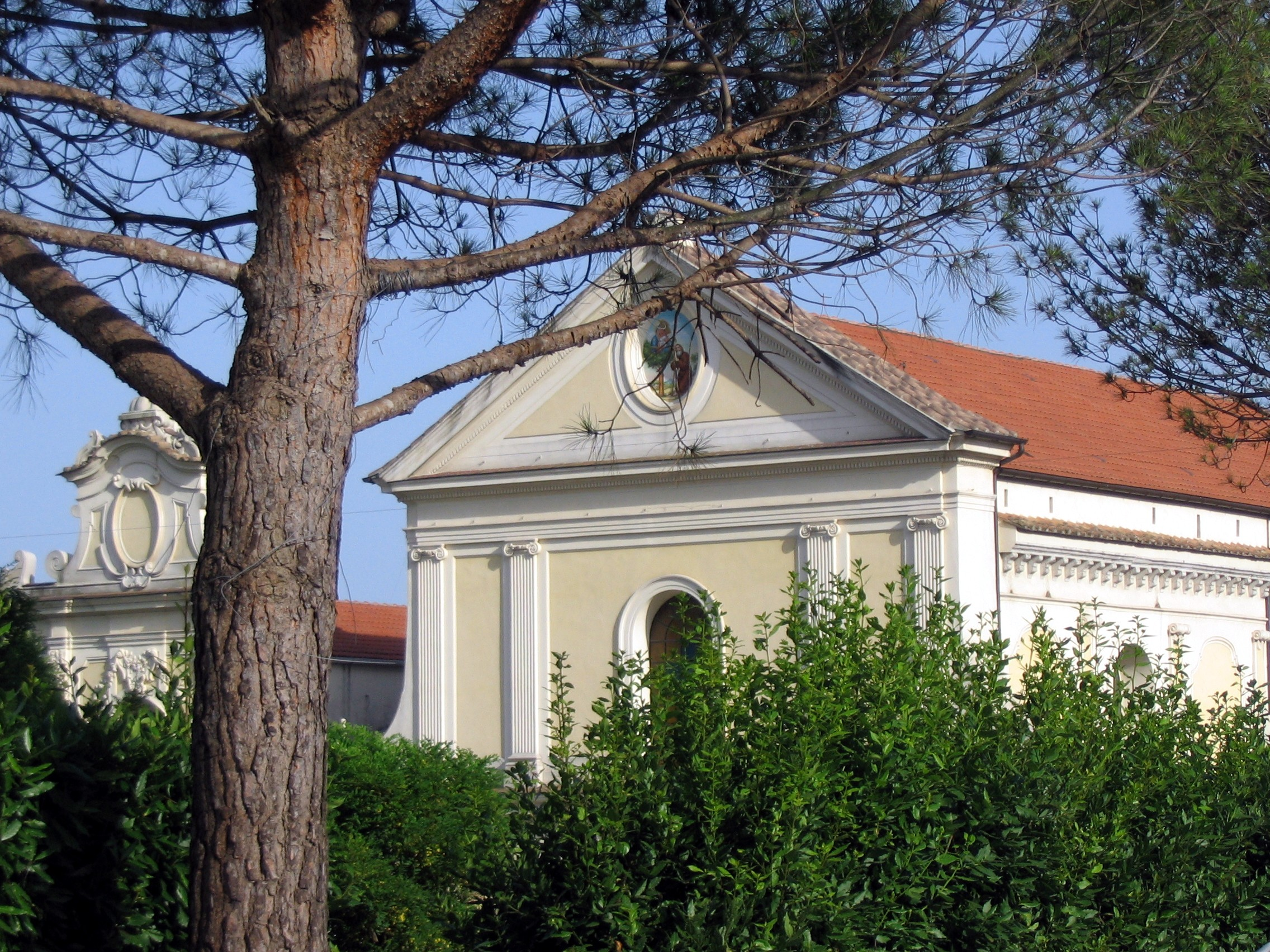
Igreja de Nossa Senhora dell'Olmo
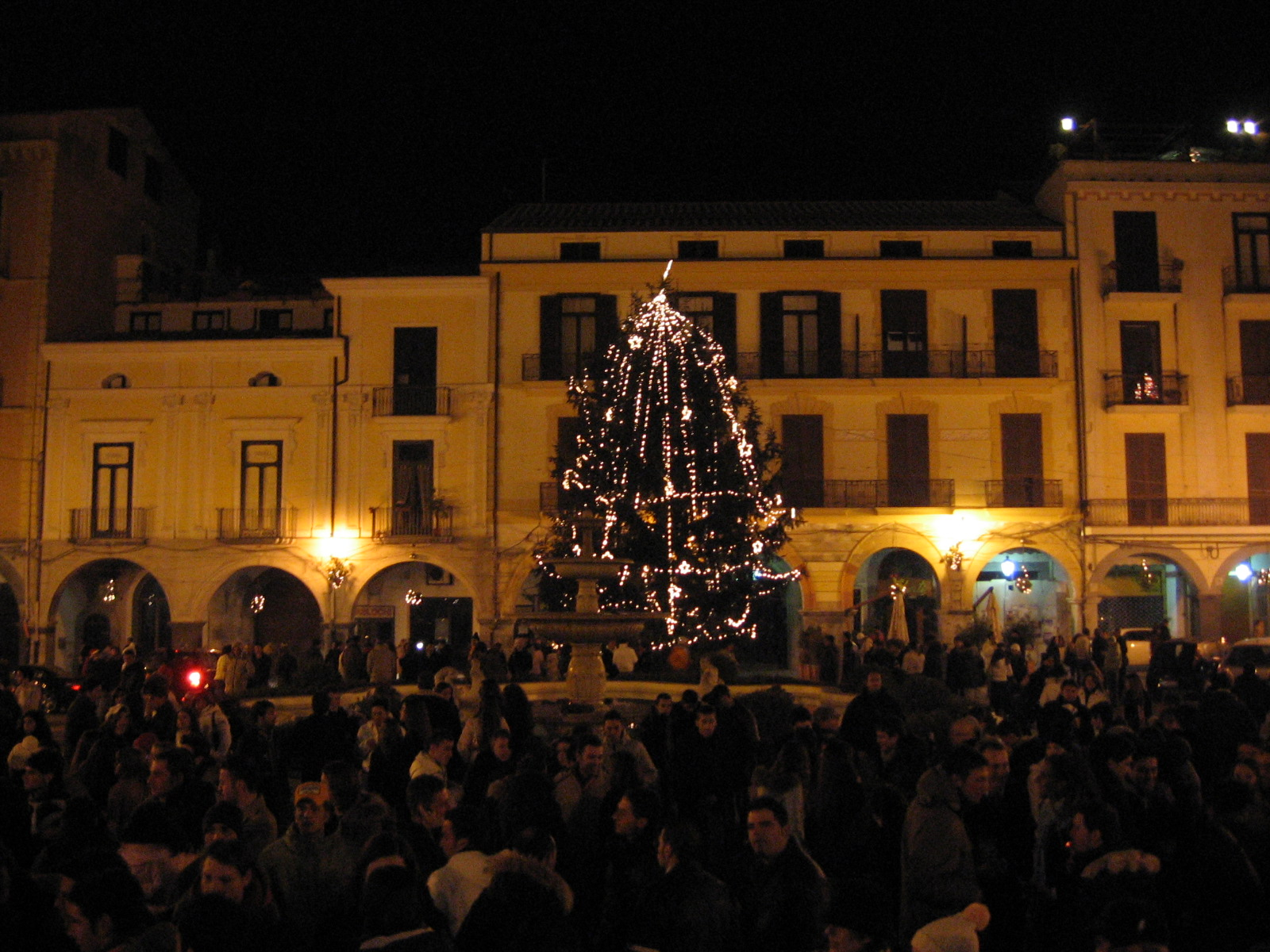
Praça da Catedral a Natal